# ペペ・レイナ
ホセ・マヌエル・レイナ・パエス（José Manuel Reina Paez, 1982年8月31日 - ）は、スペイン・マドリード州マドリード出身の元サッカー選手。元スペイン代表。現役時代のポジションはゴールキーパー。
愛称は「ペペ（Pepe）」。父ミゲル・レイナはFCバルセロナ、アトレティコ・マドリードなどに所属した元スペイン代表ゴールキーパー。

## 経歴

### スペイン時代
マドリードで生まれるも、父親ミゲル・レイナの影響もありFCバルセロナのカンテラで育った。1999-2000シーズンはバルセロナBで、2000-01シーズンはトップリーグでデビューをしたが、荒さが目立ち首脳陣の信頼は得られなかった。2000-01シーズンのUEFAカップの準決勝で、後に所属することになるリヴァプールFCと対戦しており、自身もこの試合出場している。この試合はリヴァプールが勝利した。
バルセロナでは正GK獲得とはならず、出場機会を求めて2002年6月14日にビジャレアルCFに移籍。すぐさまハビエル・ロペス・バジェホからレギュラーを奪うと、2004-05シーズンにはチームをUEFAチャンピオンズリーグ出場圏内の3位に導いた。

### イングランドでの活躍
2005年7月4日、同胞のラファエル・ベニテス監督に熱望され、プレミアリーグのリヴァプールFCに移籍した。2004-05シーズンのUEFAチャンピオンズリーグ決勝・ACミラン戦でPKを3本止める大活躍を見せたイェルジ・ドゥデクからレギュラーを奪取すると、プレミアリーグでそれまでの6試合を更新する8試合連続無失点のクラブレコードを樹立し、正GKの地位を不動のものとした。一方、同シーズンのUEFAチャンピオンズリーグでは、決勝トーナメント1回戦のベンフィカ戦の2試合で3ゴールを失い活躍はならなかった。プレミアリーグでは20試合無失点を記録し、最優秀GKに与えられるプレミアリーグ・ゴールデングローブを獲得。FAカップ決勝のウェストハム・ユナイテッド戦ではPK戦で勝利して優勝した。
続く2006-07シーズンも正GKとしてチームを最後尾から支えた。UEFAチャンピオンズリーグの準々決勝チェルシーFC戦では、第1試合でマン・オブ・ザ・マッチに選ばれ、第2戦はPK戦までもつれたが勝ち上がった。決勝では一昨年も対戦したミランに1-2で敗れ、準優勝だった。プレミアリーグでも2年連続でゴールド・グラブ賞を獲得した。
デュデクがレアル・マドリードへと移籍した2007-08シーズン以降は正GKの座を不動のものとし、このシーズンの開幕となったアストン・ヴィラ戦から2012年4月1日のニューカッスル・ユナイテッド戦で退場処分を受けるまで足掛け約5年にわたりリーグ戦183試合連続出場を続けた（2007-08シーズンから2010-11シーズンまでは4季連続で全試合フル出場を達成している）。

### イタリア・ドイツへの挑戦
シモン・ミニョレの加入に伴って2013年7月24日、恩師ベニテス率いるSSCナポリに期限付き移籍することが決定。ただ本人は複雑な心境を告白しており、自身の公式HPで敬意が払われなかったことに対するリヴァプールへの不満をちらつかせた。正GKとして活躍したものの買取オプションは行使されず、リヴァプールに復帰。2014年8月5日、バイエルン・ミュンヘンがレイナ個人との合意を発表。2015年3月14日に行われたSVヴェルダー・ブレーメン戦でブンデスリーガデビューを果たし、初めてヨーロッパ主要4リーグ全てでプレーしたGKとなった。しかし、正GKのマヌエル・ノイアーの壁は厚く、リーグ戦3試合のみの出場となった。2015年6月、3年契約でSSCナポリへの復帰が決定。2017年4月30日のインテル戦でセリエA100試合出場を達成した。
2018年7月2日、ACミランへ3年契約で移籍した。しかし、イタリア代表ジャンルイジ・ドンナルンマの壁は厚くポジションを奪うことは出来ず、このシーズンの出場は先発2試合、途中出場2試合の合計4試合に留まった。
2020年1月13日、アストン・ヴィラFCへの2019-20シーズン終了までのレンタル移籍が発表された。加入後は直ぐにトム・ヒートンからポジションを奪い、16試合に出場した。2020年8月27日、SSラツィオへの完全移籍が発表された。2020-21シーズン、2月7日のカリアリ戦でヨーロッパ5大リーグでの600試合出場を達成した。
2021ｰ22シーズンは、アルバニア代表トーマス・ストラコシャにポジションを奪われ、15試合の出場に留まった。

### スペイン復帰
2022年7月8日、古巣ビジャレアルCFに加入し、1年契約を交わした。加入後は、アルゼンチン代表ヘロニモ・ルジの控えに留まるも、冬にルジが退団すると昇格する形でレギュラーの座を獲得。以降は正GKとして出場を続けている。

### 再びイタリアへ
2024年7月18日、コモ1907に1年契約で移籍した。

### 代表
2005年8月17日のウルグアイ戦に出場し、スペイン代表デビューを果たした。2006年にはドイツW杯の出場メンバーに選出された。
イケル・カシージャスの控えに甘んじることが多いものの、代表ではムードメーカーとなりチームを盛り上げている。UEFA EURO 2008や2010 FIFAワールドカップで優勝した際のスペインでの祝賀会では司会を務め上げ、会場の数万人を盛り上げた。

## PKストッパー
ビジャレアルCFに所属していた2004-05シーズンには、62.5%（8本中5本をセーブ）という高いPKストップ率を記録した。2006年のFAカップ決勝ウェストハム・ユナイテッドFC戦では3本のPKを止め、優勝の立役者となった。2006-07シーズンのUEFAチャンピオンズリーグ準決勝チェルシーFC戦ではアリエン・ロッベンとジェレミ・ヌジタップのPKを止め決勝進出に貢献。
2010年のFIFAワールドカップ準々決勝パラグアイ戦では、正ゴールキーパーのカシージャスに相手FWオスカル・カルドソのPKの癖を教え、カシージャスのPKストップを陰から支えた。「キッカーが助走を取ってボールをインパクトする瞬間まで、どれだけ自信を持っていられるか。PKでは、ゴールキーパーが強い気持ちを保つことが重要なんだ」とインタビューに答えている。
2013年9月22日のACミラン戦ではプロ入り以降21回連続で成功させていたマリオ・バロテッリのPKをセーブし、記録を止めた。

## 個人成績
2020年8月30日現在
| クラブ                        | シーズン | リーグ | リーグ | リーグ | リーグ | カップ | カップ | カップ | カップ | リーグカップ | リーグカップ | リーグカップ | リーグカップ | 国際大会 | 国際大会 | 国際大会 | 国際大会 | 通算 | 通算 | 通算 | 通算 |
| クラブ                        | シーズン | 出場   | 得点   | 失点   | CS     | 出場   | 得点   | 失点   | CS     | 出場         | 得点         | 失点         | CS           | 出場     | 得点     | 失点     | CS       | 出場 | 得点 | 失点 | CS   |
| ----------------------------- | -------- | ------ | ------ | ------ | ------ | ------ | ------ | ------ | ------ | ------------ | ------------ | ------------ | ------------ | -------- | -------- | -------- | -------- | ---- | ---- | ---- | ---- |
| バルセロナ                    | 2000-01  | 19     | 0      | 32     | 5      | 7      | 0      | 5      | 4      | —            | —            | —            | —            | 7        | 0        | 6        | 3        | 33   | 0    | 43   | 12   |
| バルセロナ                    | 2001-02  | 11     | 0      | 11     | 4      | 1      | 0      | 1      | 0      | —            | —            | —            | —            | 4        | 0        | 4        | 2        | 16   | 0    | 16   | 6    |
| バルセロナ                    | 通算     | 30     | 0      | 43     | 9      | 8      | 0      | 6      | 4      | —            | —            | —            | —            | 11       | 0        | 10       | 5        | 49   | 0    | 59   | 18   |
| ビジャレアル                  | 2002-03  | 33     | 0      | 43     | 9      | 0      | 0      | 0      | 0      | —            | —            | —            | —            | 4        | 0        | 3        | 2        | 37   | 0    | 46   | 11   |
| ビジャレアル                  | 2003-04  | 38     | 0      | 48     | 10     | 0      | 0      | 0      | 0      | —            | —            | —            | —            | 15       | 0        | 10       | 8        | 53   | 0    | 58   | 18   |
| ビジャレアル                  | 2004-05  | 38     | 0      | 37     | 14     | 0      | 0      | 0      | 0      | —            | —            | —            | —            | 19       | 0        | 10       | 12       | 57   | 0    | 47   | 26   |
| ビジャレアル                  | 通算     | 109    | 0      | 128    | 33     | 0      | 0      | 0      | 0      | —            | —            | —            | —            | 38       | 0        | 23       | 22       | 147  | 0    | 151  | 55   |
| リヴァプール                  | 2005-06  | 33     | 0      | 21     | 20     | 5      | 0      | 5      | 2      | 0            | 0            | 0            | 0            | 15       | 0        | 8        | 8        | 55   | 0    | 34   | 30   |
| リヴァプール                  | 2006-07  | 35     | 0      | 23     | 19     | 0      | 0      | 0      | 0      | 2            | 0            | 4            | 0            | 14       | 0        | 9        | 7        | 51   | 0    | 36   | 26   |
| リヴァプール                  | 2007-08  | 38     | 0      | 28     | 18     | 0      | 0      | 0      | 0      | 1            | 0            | 2            | 0            | 14       | 0        | 12       | 6        | 52   | 0    | 42   | 24   |
| リヴァプール                  | 2008-09  | 38     | 0      | 27     | 20     | 2      | 0      | 2      | 0      | 0            | 0            | 0            | 0            | 11       | 0        | 11       | 5        | 51   | 0    | 40   | 25   |
| リヴァプール                  | 2009-10  | 38     | 0      | 35     | 17     | 1      | 0      | 1      | 0      | 0            | 0            | 0            | 0            | 13       | 0        | 12       | 4        | 52   | 0    | 48   | 21   |
| リヴァプール                  | 2010-11  | 38     | 0      | 44     | 14     | 1      | 0      | 1      | 0      | 0            | 0            | 0            | 0            | 11       | 0        | 5        | 6        | 50   | 0    | 50   | 20   |
| リヴァプール                  | 2011-12  | 34     | 0      | 35     | 12     | 5      | 0      | 6      | 0      | 7            | 0            | 7            | 2            | —        | —        | —        | —        | 46   | 0    | 48   | 14   |
| リヴァプール                  | 2012-13  | 31     | 0      | 34     | 14     | 0      | 0      | 0      | 0      | 0            | 0            | 0            | 0            | 8        | 0        | 9        | 3        | 39   | 0    | 43   | 17   |
| リヴァプール                  | 通算     | 285    | 0      | 247    | 134    | 14     | 0      | 15     | 2      | 10           | 0            | 13           | 2            | 86       | 0        | 66       | 39       | 396  | 0    | 341  | 177  |
| ナポリ (loan)                 | 2013-14  | 30     | 0      | 29     | 10     | 4      | 0      | 4      | 2      | —            | —            | —            | —            | 9        | 0        | 13       | 1        | 43   | 0    | 46   | 13   |
| バイエルン・ミュンヘン (loan) | 2014-15  | 3      | 0      | 0      | 3      | 0      | 0      | 0      | 0      | —            | —            | —            | —            | 0        | 0        | 0        | 0        | 3    | 0    | 0    | 3    |
| ナポリ                        | 2015-16  | 37     | 0      | 29     | 15     | 2      | 0      | 2      | 1      | —            | —            | —            | —            | 5        | 0        | 3        | 2        | 44   | 0    | 34   | 18   |
| ナポリ                        | 2016-17  | 37     | 0      | 38     | 12     | 3      | 0      | 5      | 1      | —            | —            | —            | —            | 8        | 0        | 14       | 1        | 48   | 0    | 57   | 14   |
| ナポリ                        | 2017-18  | 37     | 0      | 29     | 18     | 0      | 0      | 0      | 0      | —            | —            | —            | —            | 10       | 0        | 14       | 4        | 47   | 0    | 43   | 22   |
| ナポリ                        | 通算     | 111    | 0      | 96     | 45     | 5      | 0      | 7      | 2      | —            | —            | —            | —            | 23       | 0        | 31       | 7        | 139  | 0    | 134  | 54   |
| ミラン                        | 2018-19  | 4      | 0      | 5      | 1      | 2      | 0      | 1      | 1      | —            | —            | —            | —            | 6        | 0        | 9        | 1        | 12   | 0    | 15   | 3    |
| ミラン                        | 2019-20  | 1      | 0      | 1      | 0      | 0      | 0      | 0      | 0      | —            | —            | —            | —            | 0        | 0        | 0        | 0        | 1    | 0    | 1    | 0    |
| ミラン                        | 通算     | 5      | 0      | 6      | 1      | 2      | 0      | 1      | 1      | —            | —            | —            | —            | 6        | 0        | 9        | 1        | 13   | 0    | 16   | 3    |
| アストン・ヴィラ (loan)       | 2019-20  | 12     | 0      | 20     | 2      | 0      | 0      | 0      | 0      | —            | —            | —            | —            | 0        | 0        | 0        | 0        | 12   | 0    | 20   | 2    |
| 総通算                        | 総通算   | 585    | 0      | 569    | 237    | 33     | 0      | 33     | 11     | 10           | 0            | 13           | 2            | 173      | 0        | 152      | 75       | 802  | 0    | 767  | 325  |

注釈
1. ↑  無失点試合

## 代表歴

### 出場大会
- スペイン代表
  - 2006 FIFAワールドカップ
  - 2010 FIFAワールドカップ
  - 2014 FIFAワールドカップ
  - 2018 FIFAワールドカップ

### 試合数
- 国際Aマッチ 36試合 0得点（2005年-2017年）[15]

| スペイン代表 | 国際Aマッチ | 国際Aマッチ |
| 年           | 出場        | 得点        |
| ------------ | ----------- | ----------- |
| 2005         | 2           | 0           |
| 2006         | 3           | 0           |
| 2007         | 4           | 0           |
| 2008         | 3           | 0           |
| 2009         | 7           | 0           |
| 2010         | 2           | 0           |
| 2011         | 3           | 0           |
| 2012         | 2           | 0           |
| 2013         | 5           | 0           |
| 2014         | 2           | 0           |
| 2015         | 0           | 0           |
| 2016         | 1           | 0           |
| 2017         | 2           | 0           |
| 通算         | 36          | 0           |

## エピソード
- フェルナンド・トーレスとは家が隣だったことがある[13]。
- ゴルフのハンディキャップは18であり、リヴァプールのチームメイトとゴルフをすることがある[13]。
- 先発出場した2009年10月17日のサンダーランドAFC戦において、リヴァプールサポーターが投げ込んでゴール前に転がっていた赤いビーチボールに、ダレン・ベントが放ったシュートが当たって軌道が変化してゴールに入るという珍事が起きた。その時ゴールを守っていたレイナは「驚いて咄嗟に赤い方に反応してしまった」と語っている[16]。結局この試合はこのゴールが決勝点となり、リヴァプールは0-1で敗れた。
- 将来的に古巣バルセロナへの復帰を望んでいる[2]。

## タイトル
クラブ
ビジャレアルCF
- UEFAインタートトカップ 2003, 2004

リヴァプールFC
- UEFAスーパーカップ 2005
- FAカップ 2006
- コミュニティーシールド 2006
- フットボールリーグカップ 2012

SSCナポリ
- コッパ・イタリア 2013-14

バイエルン・ミュンヘン
- ブンデスリーガ 2014-15

代表
- UEFA U-17欧州選手権 1999
- UEFA EURO 2008, 2012
- FIFAワールドカップ 2010